# لكزس
لكزس، هي علامة السيارات الفاخرة التابعة لشركة تويوتا موتور كوربوريشن اليابانية. تسوق في أكثر من 90 دولة ومنطقة حول العالم، وتعتبر العلامة التجارية الأكثر مبيعًا للسيارات الفاخرة في اليابان. وقد احتلت المرتبة العاشرة بين أكبر العلامات التجارية اليابانية من حيث القيمة السوقية. يقع المقر الرئيسي لشركة لكزس في ناغويا باليابان، بينما توجد مراكز تشغيلية في بروكسل (بلجيكا) وبلينو (ولاية تكساس، الولايات المتحدة).
تأسست لكزس في نفس الفترة التي أسست فيها منافساتها اليابانية مثل هوندا (سيارة أكيورا) ونيسان (سيارة إنفينيتي)، حيث بدأت كمشروع لتطوير سيارة سيدان فاخرة جديدة تحت اسم "F1"، في عام 1983 واكتمل بإطلاق طراز لكزس LS في عام 1989. بعد ذلك، توسعت لكزس لتشمل طرازات مختلفة مثل سيدان وكوبيه والسيارة المكشوفة والسيارة الرياضية متعددة الأغراض. لم تكن لكزس متاحة في السوق المحلية اليابانية حتى عام 2005، حيث كانت جميع مركباتها التي تم تسويقها دوليًا تحمل علامة تويوتا واسم طراز مكافئ من عام 1989 إلى 2005. في عام 2005، تم إطلاق نسخة هجينة من طراز RX، تبعتها نماذج هجينة أخرى في تشكيلة لكزس. كما أطلقت لكزس قسم الأداء الخاص بها في 2007 مع السيارة الرياضية IS F، تلتها سيارة لكزس إل إف أيه الخارقة في 2009.
تصنع مركبات لكزس أساسًا في اليابان، مع تركيز الإنتاج في منطقتي تشوبو وكيوشو، وخاصة في مصانع تويوتا في تاهارا وآيتشي وتشوبو ومياتا وفوكوكا وكيوشو. كما بدأت تجميع سيارات لكزس خارج اليابان في عام 2003، عندما بدأ تصنيع طراز RX 330 في كندا. بدأت لكزس في تشغيل مراكز التصميم والهندسة والتصنيع الخاصة بها بعد إعادة تنظيم الشركة بين عامي 2001 و2005.

منذ عام 2000، زادت مبيعات لكزس خارج أسواقها الرئيسية مثل الولايات المتحدة. كما افتتح القسم وكالات في السوق اليابانية المحلية عام 2005، لتصبح أول علامة يابانية للسيارات الفاخرة تُطلق في بلدها الأم. ومنذ ذلك الحين، توسعت العلامة التجارية لتشمل أسواق جنوب شرق آسيا وأمريكا اللاتينية وأوروبا وغيرها، وقدمت مركبات هجينة في العديد من الأسواق.

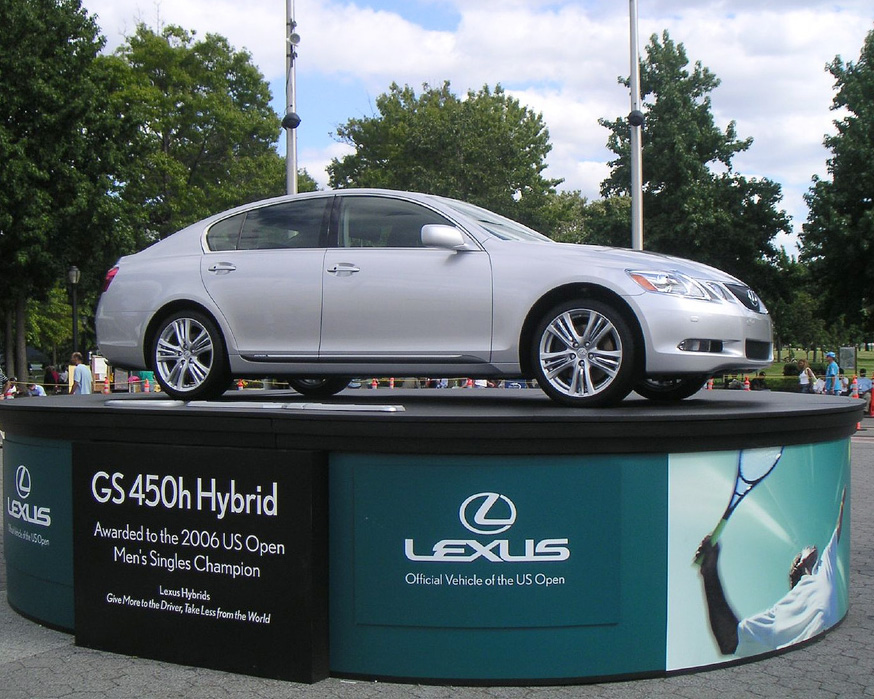
لكزس جي إس 450 اتش

## التاريخ

### مشروع F1
في عام 1983 عقد رئيس شركة تويوتا إيجى تويودا اجتماعا مع المديرين التنفيذيين للشركة، في هذا الاجتماع الذي وصف بالسرية الشديدة طرح المدير هذا السؤال «هل بإمكان شركة تويوتا صنع سيارة فاخرة تنافس أفضل السيارات في العالم؟».كان هذا السؤال بداية الانطلاق للمشروع السرى التي أطلقت علية تويوتا اسم مشروع F1. ذلك المشروع الذي جعل من سيارة لكزس إل إس 400 هدفا له، ساعيا لتصميم سيارة فاخرة لتوسيع خط إنتاج شركة تويوتا وزيادة موديلات سياراتها تمهيدا لزيادة حضورها واستثماراتها في السوق المحلية والعالمية، نتج عن مشروعF1 إنتاج كل من تويوتا سوبرا السيارة الرياضية وتويوتا كورسيدا السيارة الأفخر بين سيارات تويوتا في ذلك الوقت، كلتا السيارتين ظهرتا بدفع خلفى ومحرك 7M-GE/7M-GTE القوي. إطلاق شركة هوندا لسيارة أكورا من داخل الولايات المتحدة الأمريكية قبل ثلاث سنوات شجع تويوتا لملاحقة ركب السيارات الفخمة المتسارع. في نفس الوقت تقريبا، كانت شركة نيسان على وشك إطلاق علامتها التجارية الخاصة بالسيارات الفاخرة (إنفينيتى)، كذلك مازدا التي استعدت لتطوير موديل من السيارات الفاخرة أطلقت عليه بعد ذلك اسم «اماتى»

أول ظهور تلفزيوني لكزس مع كؤوس شمبانيا مكدسة على غطاء محرك LS 400

في مايو 1985, قام عدد من الباحثين التابعين لشركة تويوتا بزيارة للولايات المتحدة لعمل بعض الأبحاث عن سوق مستخدمى السيارات وخاصة القسم الفاخر منها، وفي صيف نفس العام، أستأجر مصممى F1 فيلا في لاغونا بيتش، أورانج، كاليفورنيا لمراقبة نمط حياة وأذواق المستخدمين الأمريكيين، خلص فريق الأبحاث اليابانى من هذة الزيارة إلى حتمية تدشين علامة تجارية مستقلة مع خط إنتاجى مستقل لتقديم السيارة الفاخرة الجديدة، وبدأت تويوتا بإبرام صفقات مع المستوردين في كافة أنحاء الولايات المتحدة.
قام المصنعون اليابانيون بتصدير نماذج أكثر تكلفة في الثمانينيات بسبب قيود التصدير الطوعية التي تم التفاوض عليها من قبل الحكومة اليابانية وممثلي التجارة الأمريكية التي قيدت مبيعات السيارات السائدة. في عام 1986، أطلقت هوندا علامة أكورا في الولايات المتحدة، مما أثر على خطط تويوتا لقسم المنتجات الفاخرة. كان نموذج أكورا الأولي نسخة تصديرية من هوندا ليجند، والتي تم إطلاقها في اليابان في عام 1985 كمنافس لتويوتا كراون ونيسان سيدريك / جلوريا ومازدا لوس. في عام 1987، كشفت نيسان عن خططها لعلامة تجارية فاخرة، إنفينيتي،  وقامت بتنقيح رئيس نيسان سيدان في شكل قاعدة عجلات قياسي للتصدير مثل إنفينيتي Q45 ، والتي أطلقتها في عام 1990. بدأت Mazda بيع Luce باسم Mazda 929 في أمريكا الشمالية في عام 1988 وبدأت في وقت لاحق في التخطيط لتطوير علامة تجارية راقية تسمى Amati ، لكن خططها لم تؤت ثمارها.
زار باحثو تويوتا الولايات المتحدة في مايو 1985 لإجراء مجموعات تركيز وأبحاث سوقية حول مستهلكي المنتجات الفاخرة. خلال ذلك الوقت، استأجر العديد من مصممي الفورمولا 1 منزلاً في لاجونا بيتش ، كاليفورنيا، لمراقبة أنماط حياة وأذواق المستهلكين الأمريكيين من الطبقة العليا. وفي الوقت نفسه، أجرت الفرق الهندسية F1 اختبارًا أوليًا على مواقع تتراوح من الطرق السريعة الألمانية إلى الطرق الأمريكية. خلصت أبحاث السوق لشركة Toyota إلى أن هناك حاجة إلى علامة تجارية منفصلة وقناة مبيعات لتقديم سيارتها السيدان الجديدة، وتم وضع خطط لتطوير شبكة جديدة من الوكلاء في السوق الأمريكية.

### تصميم العلامة التجارية

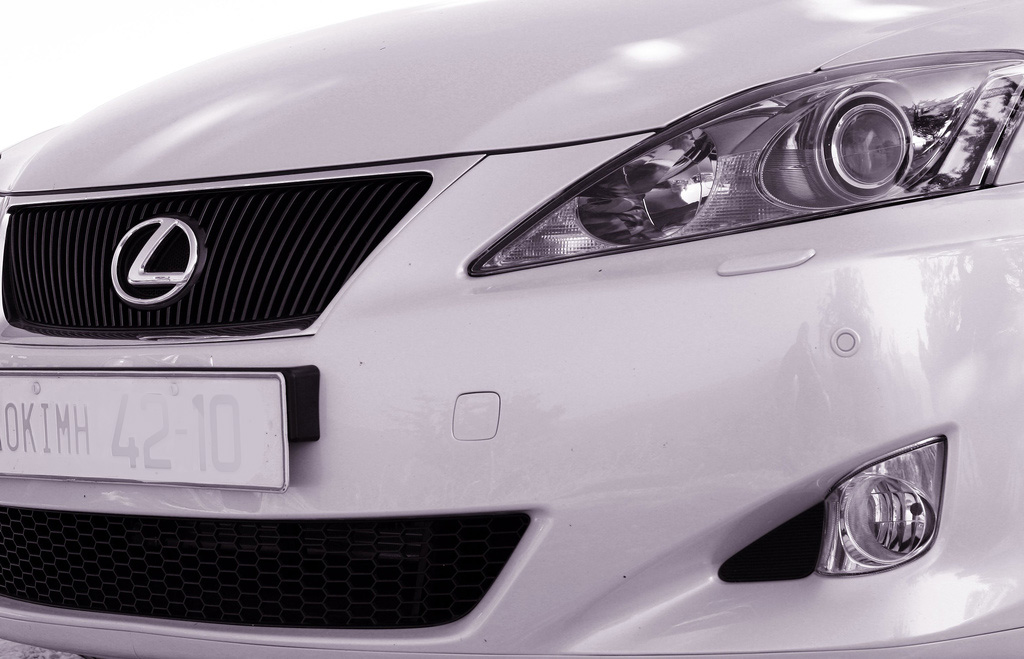
مقدمة إحدى الموديلات التي تظهر شعار لكزس.

في عام 1986 بدأت وكالة الإعلانات ساتشى اند ساتشى التي تتعامل معها تويوتا منذ زمن بعيد، بدأت بتشكيل وحدة متخصصة سميت بالفريق «واحد» هدفه التسويق للعلامة التجارية الجديدة الفاخرة، استعانت تويوتا بمؤسسة ليبينكوت ومارجلوس الاستشارية لإعداد قائمة بإسماء مقترحة للسيارة الجديدة، تضمنت هذه القائمة أسماء كفيكترى، فيرونى، تشاباريل، كاليبرى، الكسيس، قفز اسم الكسيس إلى رأس القائمة بسرعة (اسم نجمة دراما أمريكية شهيرة) ومن ثم تغير الاسم إلى لكزس، ويعزو البعض الاسم إلى كلمة تجمع بين الاناقة و«فاخرة»، كما زعم البعض أن الاسم هو الأحرف الأولى من عبارة «الصادرات الفاخرة إلى الولايات المتحدة»، وفق معلومات وردت عن «الفريق واحد»، فإن الاسم لا معنى له ويدل ببساطة على الفخامة والتطور التكنولوجى

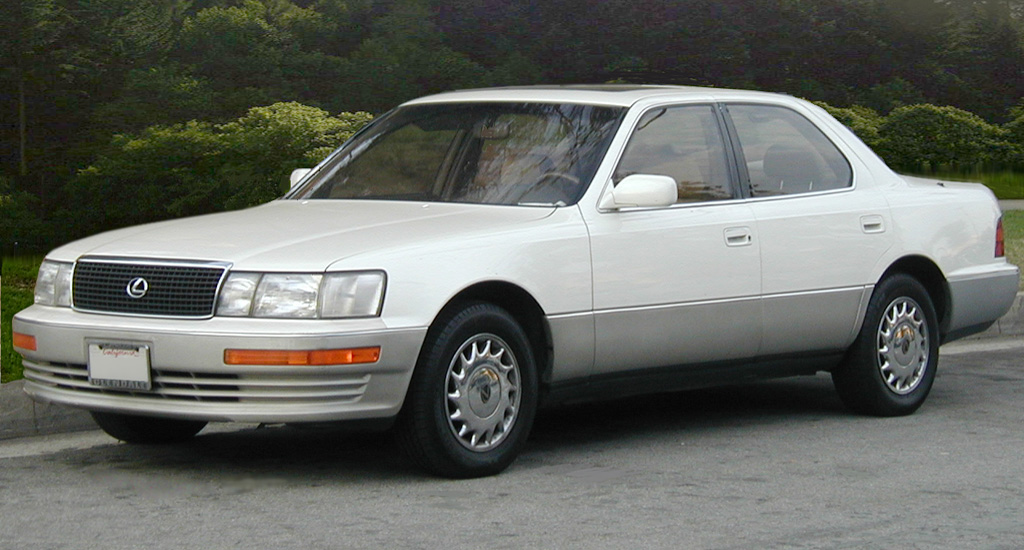
تم إطلاق LS 400 سيدان في عام 1989

قبل الكشف عن أولى سيارات لكزس، صدر أمر لقاعدة بيانات ليكزس نيكزس الشهيرة برفع اسم لكزس من قاعدة البيانات بحجة أن الاسم قد يحدث ارتباك، رفعت القضية إلى المحكمة التي قالت أن احتمال الخلط بين المنتجين الخصوم قليل للغاية
تم تصميم شعار لكزس الحالى بعد زيارة «الفريق واحد» لليابان ومقابلتهم لمصممى ومصنعى السيارة وملاحظتهم لشعار الشركة الذي تغير حديثا إلى «السعى وراء الكمال»، صمم الشعار الأصلي بواسطة مولي هنتر الذي صممه بطريقة منمقة لحرف L البيضاوى، وفقا لتويوتا، فإن الشعار يعبر عن الدالة الرياضية. ظهرت أول الإعلانات التي تظهر اسم وشعار لكزس في شيكاغو عام 1988 وصممت بواسطة «الفريق واحد» نفس الفريق المطور لشعار الشركة، تتابع ظهور الإعلان في كل من لوس أنجلس، كاليفورنيا ونيويورك.

### الظهور
عام 1989، وبعد عملية تطوير موسعة شارك بها 60 مصمم و 1,400 مهندس و 2,300 فنى و 650 موظف، وبتكلفة تقدر بمليار دولار، أكتمل مشروع F1. موديل لكزس الجديد لكزس إل إس400 ظهر بشكل مغاير تمام لأشكال موديلات تويوتا السابقة، أيضا فإن السيارة زودت بدفع خلفى ومحرك جازولين بسعة 4 لترات، أجريت الاختيارات على السيارة في طريق أوتوبان السريع، إحدى الطرق السريعة الألمانية
في يناير 1989 عرضت السيارة للبيع رسميا لأول مرة، بدأت شمال الولايات المتحدة وامتد نطاق البيع إلى كامل الولايات المتحدة الأمريكية بعد ذلك الوقت بقليل، بدأت الشركة الجديدة بحملة إعلانية بعشرات الملايين في التلفاز والإعلام المقروء لتسويق السيارة في العالم، مع بداية التسعينات بدء تصدير السيارة إلى المملكة المتحدة، سويسرا، كندا وأستراليا

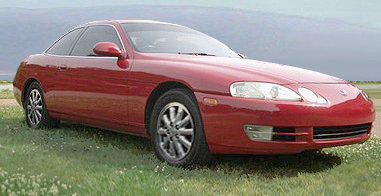
1991 كان طراز SC 400 كوبيه هو موديل لكزس الثالث

بعد ظهورها بقليل، بدأت الإشادة بهدوء السيارة وآداء محركها المتميز، وتحدث سوق السيارات الأمريكي بأكمله عن المحرك الموفر للوقود لليكزس، طرحت السيارة للبيع أول مرة بمبلغ 38000 دولار أمريكي مما جعلها تنافس مرسيدس ذات الست أسطوانات في بعض الأسواق، حتى ان إبرهارد فون كانهايم رئيس شركة مرسيدس تحدث عن أن لكزس عطلت حركة بيع مرسيدس، وكبدت خسائر للشركه بمليارات الدولارات وتحطيم ارقام مبيعاتها في أوروبا والغرب عموما، حصلت السيارة الفاخرة الجديدة على العديد من الجوائز لدى إطلاقها أوائل العام 1989.
خلال العام الأول لبيعها، باعت لكزس إل إس400 ما يقرب من 63,594 سيارة، زادت المبيعات إلى 71206 سيارة في سوق الولايات المتحدة فقط في العام الثاني للبيع محطمة رقم السيارة الأكثر مبيعا في الولايات لأول مرة وفي نفس العام حصلت لكزس إل إس400 على المركز الأول في دراسة مؤسسة ج.د باور عن السيارات الأكثر مبيعا وراحة للعملاء والسيارات الأكثر جودة أيضا

### النمو والتوسع

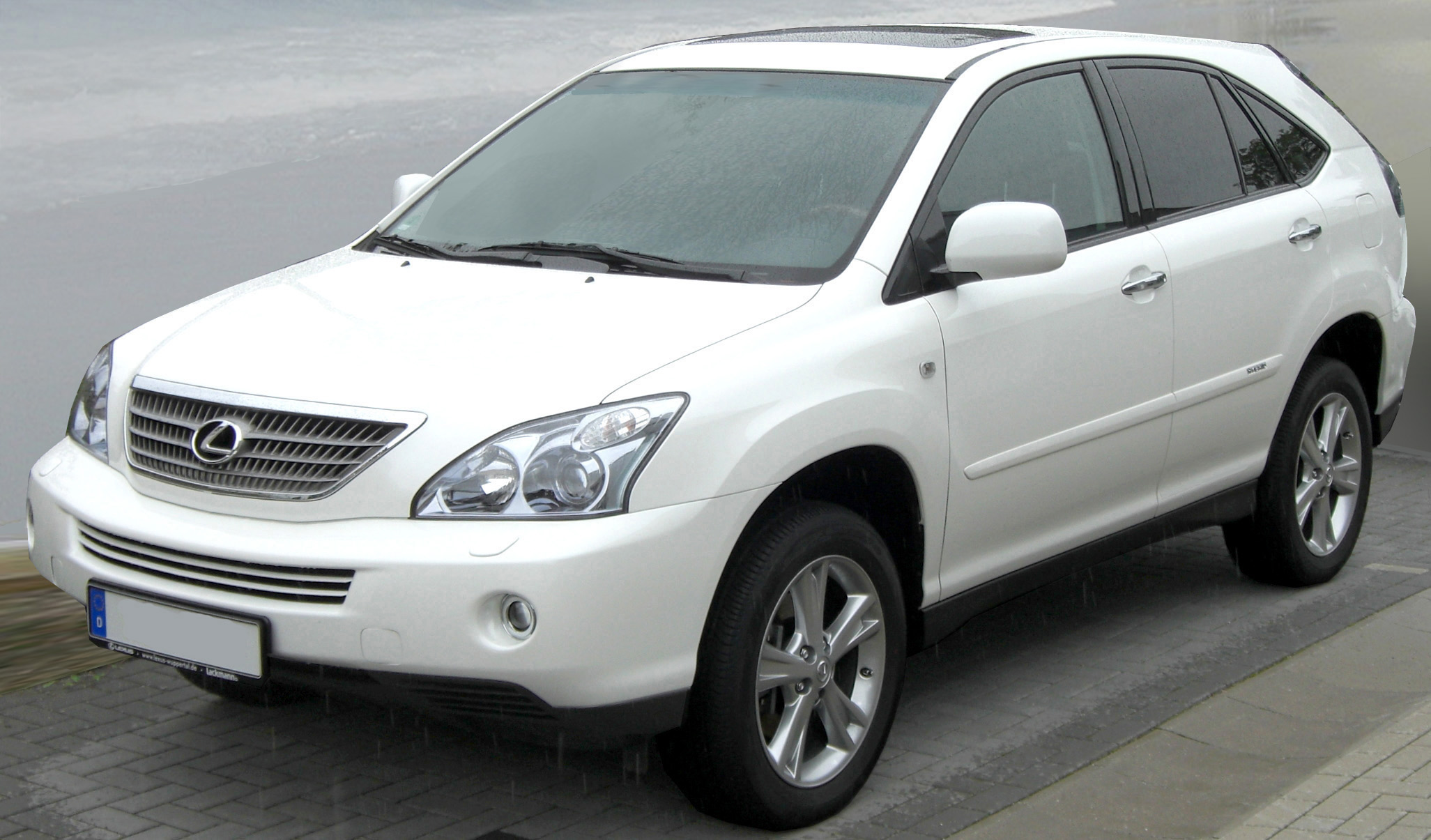
لكزس RX400.

عرضت لكزس موديلين جدد في يونيو وسبتمبر من عام 1991 SC 400 كوبية و ES 300 صالون، شاركت السيارتين لكزس إل إس400 في المحرك خلفى الدفع ذات الأربع لترات من السعة، وأصبحت ES 300 السيارة الأكثر مبيعا من بين منتجات لكزس من فئة الصالون، في أوائل عام 1993 بدأت سلسلة GS تعرض في الولايات بعد عامين من التسويق الناجح في اليابان، تلك السلسلة التي صممت على غرار تويوتا أريستو
في عام 1994 عرضت لكزس الجيل الثاني من لكزس إل إس، تلك السيارة التي شهدت بداية نجاح الشركة الوليدة، شهد الجيل الجديد تطوير موسع في التصميم، في مايو 1995 هددت حكومة الولايات المتحدة مبيعات لكزس عندما طلبت ضرائب 100% لكى تسمح بعبور السيارات المستوردة إلى داخل البلاد، عادت المبيعات بشكل طبيعى بعد شهر واحد عندما وافق التجار اليابانيون على زيادة الاستثمارات الأمريكية
في عام 1995 عرضت لكزس أولى سياراتها الرياضية لكزس إل إكس 450 بعدها بعامين عرضت لكزس أولى سيارات الدفع الرباعى الفاخرة RX 300 كتطوير لموديل GS 300 فئة الصالون، مع الوقت آخدت GS 300 مكان ES 300 كأعلى السيارات مبيعات لدى لكزس، في عام 1999 أحتفلت لكزس ببيع السيارة رقم مليون في سوق الولايات المتحدة لتصبح من أكثر السيارات مبيعا في الولايات المتحدة الأمريكية، في عام 2001 أطلقت الشركة سيارتها الجديدة القابلة للتحويل SC 430

### 2000s: إعادة التنظيم العالمية
في يوليو 2000، قدمت لكزس IS 300 في أمريكا الشمالية، بعد الإطلاق العالمي في عام 1999 (مثل IS 200) والجيل الثالث LS 430. في عام 2001، تم تقديم أول سيارة قابلة للتحويل، بالإضافة إلى SC 430 وإعادة تصميم ES 300. ظهرت السيارة الرياضية متعددة الاستخدامات متوسطة الحجم GX 470 لأول مرة في عام 2002، وتبعها الجيل الثاني RX 330 في عام 2003. في العام التالي، سجلت لكزس مبيعاتها رقم مليوني من السيارات الأمريكية،  وأول سيارة SUV هجينة ذات علامة تجارية فاخرة، وهي RX 400h . استخدمت هذه السيارة نظام Hybrid Synergy Drive من Toyota الذي يجمع بين البنزين والمحركات الكهربائية.
في عام 2005، أكملت لكزس فصلًا تنظيميًا عن الشركة الأم Toyota ،  مع مراكز تصميم وهندسة وتدريب وتصنيع مخصصة تعمل حصريًا للقسم. تزامن هذا الجهد مع إطلاق لكزس في سوقها الأصلي في اليابان وإطلاق عالمي موسع للعلامة التجارية في أسواق مثل الصين. المديرين التنفيذيين تهدف إلى زيادة مبيعات لكزس خارج أكبر سوق في الولايات المتحدة  لمرافقة هذا التوسع، تم إعادة تصميم الجيل القادم سيارات لكزس بأنها «نماذج عالمية» للإفراج الدولي. في السوق الأوروبية، حيث واجهت لكزس صعوبات طويلة في المبيعات بسبب انخفاض التعرف على العلامة التجارية، وقلة الوكلاء المتخصصين، وحصص الاستيراد في التسعينيات،  أعلنت العلامة عن خطط لإدخال محركات هجينة وديزل،  زيادة العدد وكلاء لكزس، وتوسيع العمليات في الأسواق الناشئة مثل روسيا.
كان وصول لكزس إلى السوق اليابانية في يوليو 2005 بمثابة أول طرح لعلامة السيارات اليابانية الفاخرة في السوق المحلية. أصبح الجيل الجديد من طرازات LS ، و IS ، و ES ، و GS ، و RX متاحًا لاحقًا في اليابان جنبًا إلى جنب مع SC 430، مما أنهى المبيعات المحلية للنماذج التي تحمل علامة تويوتا التجارية تحت لوحات أسماء Celsior و Altezza و Windom و Aristo و Harrier و Soarer ، على التوالي. كان كل من Altezza و Aristo حصريًا في السابق لقنوات مبيعات التجزئة اليابانية من Toyota والتي تسمى Toyota Vista Store ، وكان Windom حصريًا لمتجر Toyota Corolla ، وكان Celsior و Harrier حصريًا لمتجر Toyopet ، وكان Soarer متاحًا مسبقًا في كل من Toyota Store و Toyopet Store المواقع. تتميز طرازات لكزس المباعة في اليابان بمواصفات أعلى وأسعار أعلى مقارنة بنظيراتها من تويوتا التي توقفت. كانت مبيعات النصف الأول من العام أبطأ مما كان متوقعًا،  متأثرة بانكماش سوق السيارات المحلي وزيادة الأسعار،  لكنها تحسنت في الأشهر اللاحقة مع توسيع تشكيلة الفريق.
خلال منتصف العقد الأول من القرن الحادي والعشرين، حققت لكزس نجاحات في المبيعات في كوريا الجنوبية وتايوان، لتصبح أكثر الواردات مبيعًا في كلا السوقين في عام 2005 ؛  كما تم بيع العلامة التجارية بشكل جيد في الشرق الأوسط، حيث احتلت المرتبة الأولى أو الثانية بين المنافسين في عدة دول،  وفي أستراليا، حيث وصلت لكزس إلى المركز الثالث في مبيعات السيارات الفاخرة في عام 2006. أعلن مديرو الأقسام في عام 2006 عن هدف التوسع من 68 دولة إلى 76 دولة حول العالم بحلول عام 2010. بحلول نهاية العقد، أدى هذا التوسع إلى إطلاق رسمي في ماليزيا وجنوب إفريقيا في عام 2006،  إندونيسيا في عام 2007،  شيلي في عام 2008،  والفلبين في عام 2009.

### نماذج السيارات الهجينة ونموذج F.
وفي عام 2006، بدأت لكزس مبيعات 450H GS ، وهو V6 سيدان الأداء الهجين،  وأطلقت الجيل الرابع خط LS ، تضم كلا standard- ومنذ فترة طويلة قاعدة العجلات V8 (LS 460 و LS 460 L) والهجين (LS 600H و LS 600h L) الإصدارات.

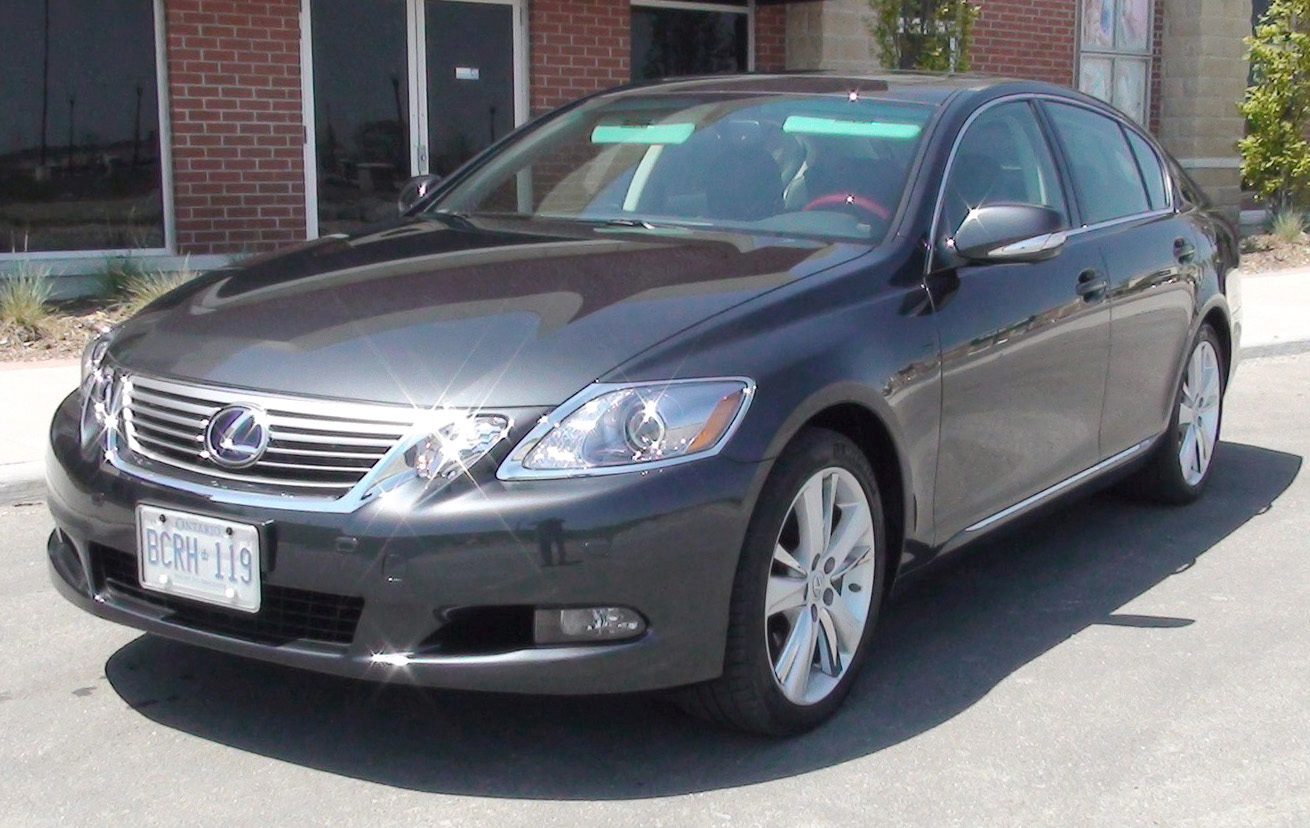
2006 GS 450h ، أول دفع خلفي هجين

 ظهر الجيل الخامس ES 350 أيضًا في نفس العام. تم طرح LS 600h L للبيع لاحقًا كأغلى سيارة سيدان تم إنتاجها في اليابان. بحلول نهاية عام 2006، وصلت مبيعات لكزس السنوية إلى 475000 سيارة حول العالم  في يناير 2007، أعلنت لكزس عن قسم جديد للأداء من طراز F marque ، والذي سينتج إصدارات مستوحاة من السباقات من نماذج الأداء الخاصة بها. ظهر IS F لأول مرة في معرض أمريكا الشمالية الدولي للسيارات عام 2007 ،  برفقة سيارة مفهوم، LF-A.
في أكتوبر 2007، دخلت لكزس معرض رابطة سوق المعدات المتخصصة في الولايات المتحدة لأول مرة مع IS F ، وأعلنت عن مستوى أداء F-Sport وخط الملحقات المعتمد من المصنع. كان التركيز المتزايد على الطرازات الرياضية بمثابة محاولة لاستهداف المنافسين من أقسام AMG وM من مرسيدس-بنز. تلقت نماذج مثل SC 400 و GS 400 ردود فعل إيجابية من مشتري السيارات الفاخرة،  وقد تم تصنيف معظم طرازات لكزس على أنها تفضل الراحة على الشعور بالطريق الرياضي والتعامل معه، مقارنةً بالمنافسين الأوروبيين. بحلول نهاية عام 2007، تجاوزت مبيعات لكزس السنوية في جميع أنحاء العالم 500000 سيارة،  وصُنفت العلامة التجارية على أنها الواردات الأكثر مبيعًا في الصين لأول مرة. كانت أكبر أسواق المبيعات من حيث الحجم لعام 2007 هي الولايات المتحدة واليابان والمملكة المتحدة والصين وكندا وروسيا.
في عام 2008، وسط ركود أواخر العقد الأول من القرن الحادي والعشرين وسوق السيارات العالمي الضعيف، انخفضت المبيعات العالمية بنسبة 16 في المائة لتصل إلى 435000،  مع انخفاضات في أسواق مثل الولايات المتحدة وأوروبا حيث انخفضت عمليات التسليم بنسبة 21 في المائة و 27.5 في المائة على التوالي. في عام 2009، أطلقت العلامة HS 250h ،  سيارة سيدان هجينة مخصصة لأمريكا الشمالية واليابان، RX 450h ، الجيل الثاني من سيارات الدفع الرباعي الهجينة لتحل محل RX 400h السابقة، وفي وقت لاحق من ذلك العام، ظهرت لأول مرة 375,000 دولار أمريكي إنتاج LFA كوبيه الغريبة . في أواخر عام 2009، مستشهدة بمبيعات أعلى من الموديلات الهجينة مقارنة بنظيراتها من البنزين،  أعلنت لكزس عن خطط لتصبح علامة تجارية هجينة فقط في أوروبا. بحلول نهاية العقد، صنفت لكزس رابع أكبر سيارة فاخرة تُصنع في العالم من حيث الحجم،  وكانت العلامة التجارية الأولى للسيارات الفاخرة مبيعًا في الولايات المتحدة لمدة 10 سنوات متتالية.

### 2010: التطورات الأخيرة

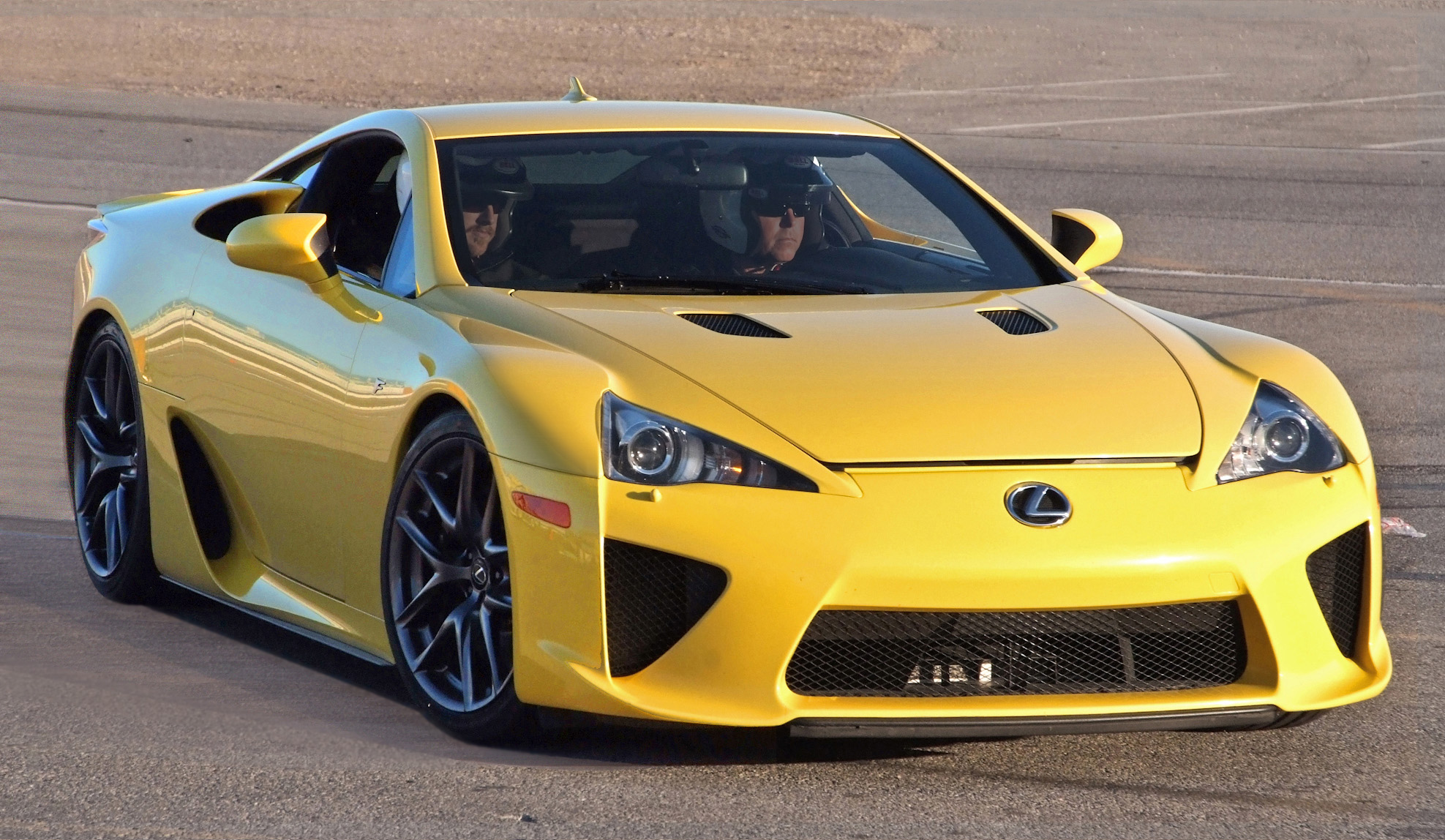
2012 لكزس LFA

في عام 2010، خضعت لكزس لانتعاش تدريجي في المبيعات في أمريكا الشمالية وآسيا حيث ركزت العلامة التجارية على إضافة السيارات الهجينة ومشتقات النماذج الجديدة. حافظت المبيعات في الولايات المتحدة على ثباتها على الرغم من سحب سيارات تويوتا 2009-2010 ، والتي اشتمل العديد منها على طرازات لكزس. تأثرت طرازات ES 350 وبعض طرازات IS بسحب سجاد الأرضية المحتمل التشويش،  بينما تحملت الشركة الأم Toyota عبء الدعاية السلبية وسط تحقيقات حول سلسلة عمليات سحب المنتجات ومعدلات المشكلة لكل مركبة. تم أيضًا استدعاء GX 460 المعاد تصميمه طواعية في أبريل 2010 لتحديث البرنامج، بعد أسبوع واحد من إصدار تقارير المستهلك توصية بعدم شراء سيارات الدفع الرباعي، مشيرة إلى احتمال انقلاب السيارة بعد استجابة التحكم البطيء في الاستقرار إلى منعطف طارئ عالي السرعة. على الرغم من عدم علم المنشور بأي حوادث تم الإبلاغ عنها، تلقى GX 460 برنامجًا محدثًا للتحكم في الاستقرار.
في أواخر عام 2010 وأوائل عام 2011، بدأت لكزس مبيعات CT 200h ، وهي سيارة هاتشباك هجينة مدمجة بأربعة أبواب مصممة لأوروبا، في أسواق متعددة. تم أيضًا توسيع مبيعات الطرازات الإقليمية ذات الإزاحة المنخفضة، بدءًا من ES 240 في الصين تليها RX 270 ؛ كانت اليابان وروسيا وتايوان من بين الأسواق التي تلقت متغيرات نموذجية تهدف إلى خفض الانبعاثات أو ضرائب الاستيراد. في مارس 2011، تسبب زلزال توهوكو وتسونامي في حدوث اضطراب شديد في خطوط إنتاج لكزس في اليابان، مما أعاق آفاق مبيعات الشركة على المدى القريب. صرح المسؤولون التنفيذيون في لكزس في الولايات المتحدة أنه بسبب نقص السيارات وسط منافسة شديدة من BMW و Mercedes-Benz وAudi ، لن تظل العلامة التجارية العلامة التجارية الأكثر مبيعًا للسيارات الفاخرة في البلاد.

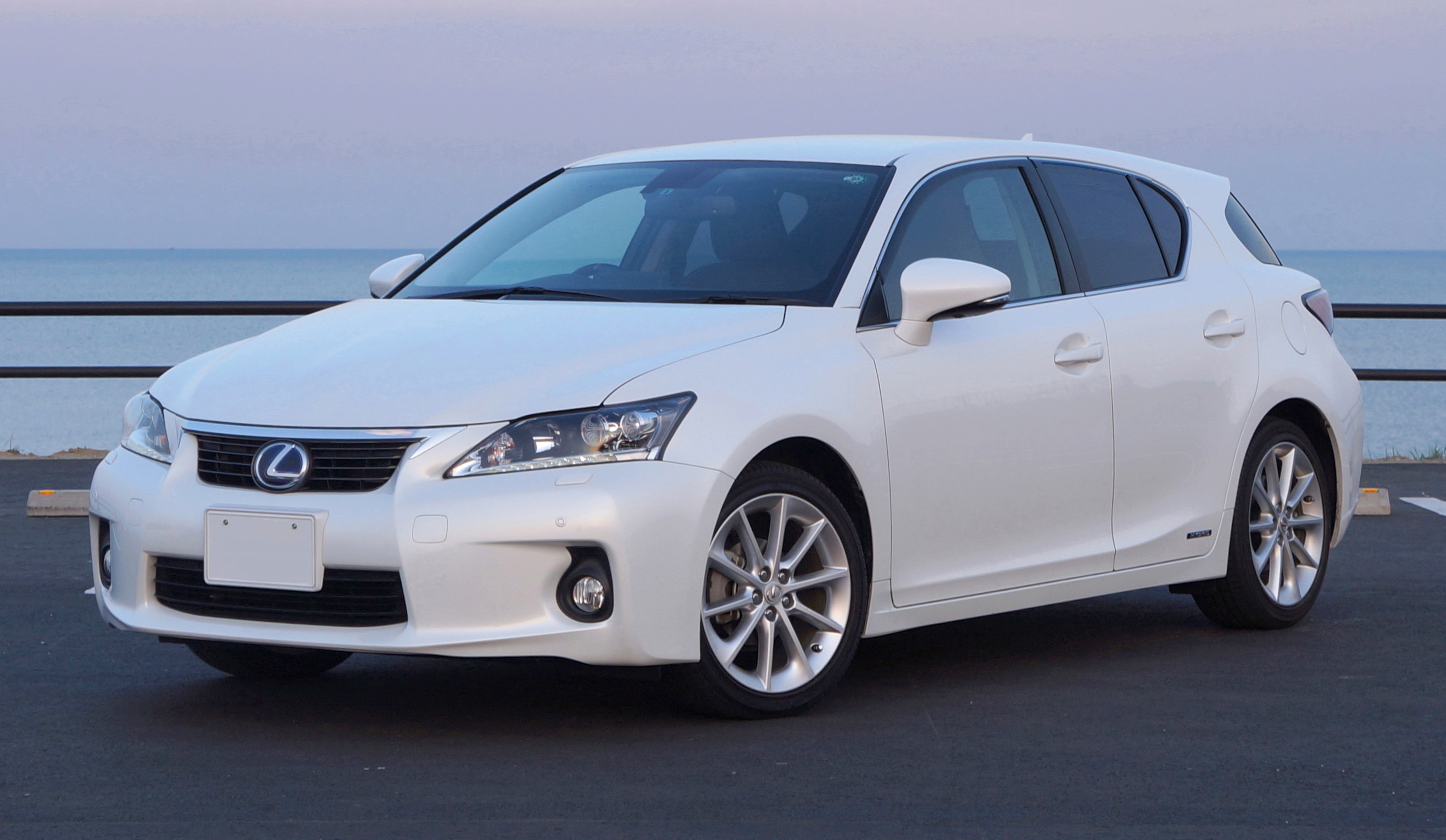
2010 CT 200h ، أول سيارة لكزس هاتشباك

أشارت نتائج المبيعات التراكمية لعام 2011 إلى انخفاض المبيعات بنسبة 14 بالمائة في سوق الولايات المتحدة،  جنبًا إلى جنب مع زيادة المبيعات بنسبة 40 بالمائة و 27 بالمائة في أوروبا واليابان على التوالي،  لإجمالي المبيعات العالمية البالغ 410,000 وحدة. انتهى خط لكزس لمدة 11 عامًا متتالية بصفتها العلامة التجارية الفاخرة الأكثر مبيعًا في الولايات المتحدة في ذلك العام، حيث ذهب اللقب إلى BMW تليها مرسيدس بنز. في حين أن 45 في المائة من مبيعات لكزس في الولايات المتحدة في عام 2011 اعتمدت على سيارة كروس أوفر الرياضية متعددة الاستخدامات الفاخرة من طراز RX ، كان عرض مرسيدس-بنز الأكثر مبيعًا هو سيارة السيدان متوسطة الفخامة من الفئة E ، والتي تتطلب أسعارًا أعلى بكثير. بعد ذلك، تعهد رئيس مجلس إدارة تويوتا أكيو تويودا بإعادة الشغف إلى العلامة وزيادة استقلاليتها التنظيمية، معترفًا بأن «... في ذلك الوقت لم نعتبر لكزس علامة تجارية، ولكن كقناة توزيع». نتيجة للتغييرات التنظيمية في Toyoda ، فإن كبار مديري Lexus يقدمون تقاريرهم مباشرة إلى رئيس مجلس الإدارة لأول مرة في تاريخ العلامة التجارية.
في يناير 2012، بدأت العلامة مبيعات الجيل الرابع من خط GS ، بما في ذلك متغيرات GS 350 و GS 450h ، بالإضافة إلى طراز GS 250 منخفض الإزاحة لأسواق مختارة. في أبريل 2012، يتضمن الجيل السادس من خط ES ، متغيرات ES 350 و ES 300h ، والتي ظهرت لأول مرة في معرض نيويورك الدولي للسيارات.
في أبريل 2014، كشفت لكزس النقاب عن سيارة NX كروس أوفر ذات الخمسة مقاعد. تتميز السيارة بكونها الأولى من نوعها لسيارة لكزس: شاحن توربيني. يشار إلى تسميتها باسم 200t. في أغسطس 2014، أعلنت شركة تويوتا أنها ستخفض أسعار قطع غيار لكزس في الصين بنسبة تصل إلى 35 بالمائة. اعترفت الشركة بأن هذه الخطوة كانت ردًا على تحقيق تنبأ به في وقت سابق من الشهر من قبل اللجنة الوطنية الصينية للتنمية والإصلاح لسياسات قطع غيار لكزس، كجزء من تحقيق على مستوى الصناعة فيما يعتبره المنظم الصيني أسعارًا مرتفعة للغاية تفرضها شركات صناعة السيارات. لقطع الغيار وخدمة ما بعد البيع.

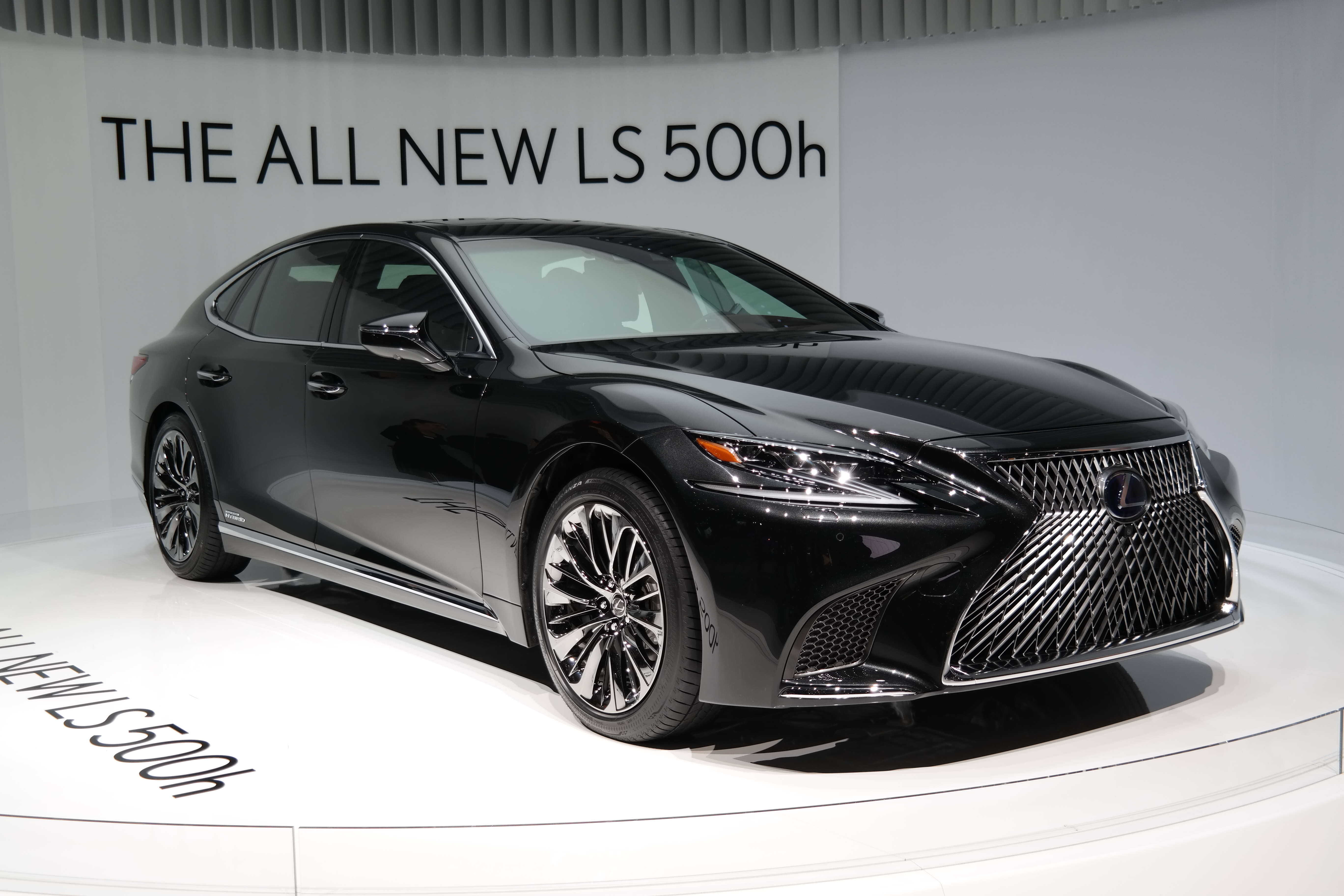
2018 لكزس LS 500h

في مارس 2016، أعلنت لكزس أنها ستنتج سيارة رائدة جديدة: LC 500 ببابين. سيتم إنتاج السيارة في أواخر عام 2017 بإصدار V8 بقوة 467 حصان. من المحتمل أن يصبح محرك LC 500h ، وهو محرك هجين V6 ، متاحًا في أواخر عام 2017 أو أوائل عام 2018.
في أبريل 2019، أعلنت لكزس أنه سيتم بيع نسخة ليموزين جديدة من الجيل الثالث ألفارد باسم لكزس إل إم. في أكتوبر 2019، أعلنت لكزس أنها ستطلق أول سيارة كهربائية للعلامة التجارية تعمل بالبطاريات في عام 2020.
تم الإعلان في أبريل 2019 أن لكزس ستدخل السوق أخيرًا في المكسيك في عام 2021 مع بعض المركبات في صفها.

### أمور الشركة

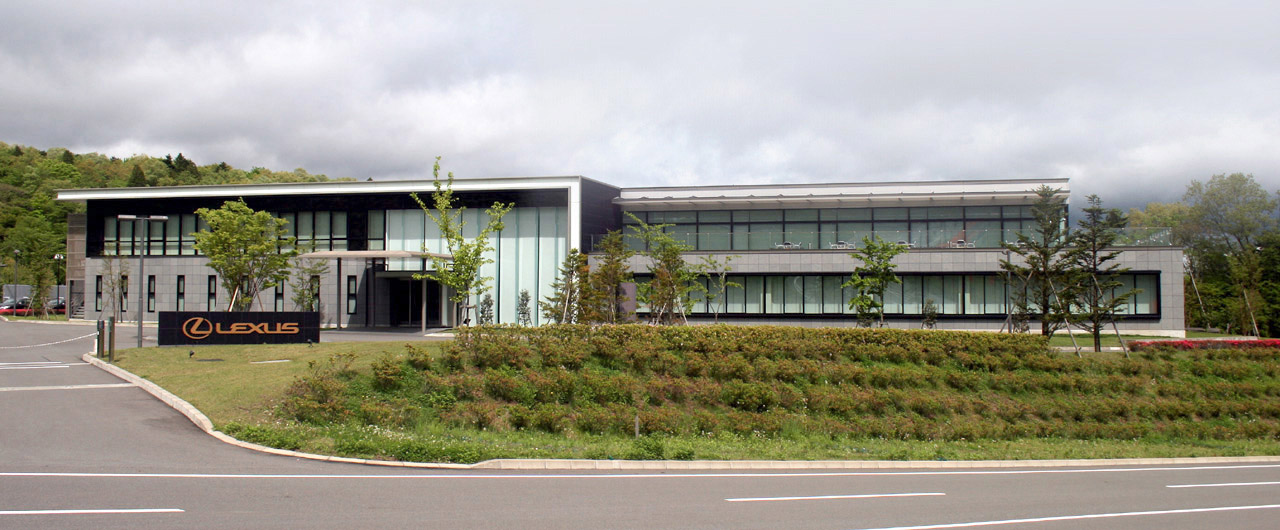
مركز تدريب الشركة في اليابان.

في عام 2009 كان ياسوهيكو إتشيهاشي هو المسؤول عن قسم سياسات المنتجات لشركة لكزس، وكيوتاكا إسه هو المدير العام لمركز تطوير لكزس في اليابان. إسه وكان أحد المدراء التفيذيين في شركة تويوتا خلف سابقه تاكيشي يوشيدا الذي رفع إلى مرتبة إدارية رفيعة في مجلس إدارة تويوتا في يونيو 2007. يويتشيرو إتشيمارو هو المدير التنفيذي لمبيعات وتسويق لكزس، وتوشيو فوروتاني هو مدير منتجات لكزس وقسم تخطيط التسويق.
أما في الولايات المتحدة فيرأس قسم لكزس مارك تمبلين والذي هو نائب رئيس مجموعة لكزس والمدير العام لقسم لكزس في الولايات المتحدة. وفي أوروبا يرأس عمليات لكزس آندي بفيفنبرغر نائب رئيس لكزس أوروبا. تقع مكاتب لكزس الرئيسية في مدينة تويوتا (آيتشي، اليابان).

#### إجمالي المبيعات والإنتاج
| المبيعات الإقليمية 2011        | الوحدات |
| ------------------------------ | ------- |
| اليابان                        | 42365   |
| الصين                          | 56303   |
| أوروبا                         | 43637   |
| الولايات المتحدة               | 198552  |
| نوع الإنتاج ، 2010             | الوحدات |
| سيارات الركاب                  | 205,070 |
| سيارات الدفع الرباعي كروس أوفر | 159.560 |
| المركبات الهجينة               | 66226   |
| إنتاج الخط ، 2010              | الوحدات |
| إنتاج اليابان                  | 283,012 |
| إنتاج كندا                     | 81,618  |
| مجموع                          | 364630  |

### العمليات
تقوم لكزس إنترناشيونال ، برئاسة المسؤول الإداري توكو فوكويشي ، بتنسيق العمليات العالمية لقسم سيارات تويوتا الفاخرة. من بين المديرين التنفيذيين الآخرين في المقر العالمي لشركة Lexus ، الموجود في Nagoya ، Aichi ،  مارك تمبلن ، نائب الرئيس التنفيذي لشركة Lexus International ،  ومديري أقسام المبيعات والتسويق في اليابان وقسم تخطيط المنتجات والتسويق العالمي. بينما منفصلة تنظيميًا عن الشركة الأم ، تقدم لكزس إنترناشونال تقاريرها مباشرة إلى الرئيس التنفيذي لشركة تويوتا أكيو تويودا.
تقوم لكزس إنترناشيونال ، برئاسة المسؤول الإداري توكو فوكويشي ، بتنسيق العمليات العالمية لقسم سيارات تويوتا الفاخرة. من بين المديرين التنفيذيين الآخرين في المقر العالمي لشركة Lexus ، الموجود في Nagoya ، Aichi ،  مارك تمبلن ، نائب الرئيس التنفيذي لشركة Lexus International ،  ومديري أقسام المبيعات والتسويق في اليابان وقسم تخطيط المنتجات والتسويق العالمي. بينما منفصلة تنظيميًا عن الشركة الأم ، تقدم لكزس إنترناشونال تقاريرها مباشرة إلى الرئيس التنفيذي لشركة تويوتا أكيو تويودا.
تختلف عمليات مبيعات لكزس من حيث الهيكل حسب المنطقة. في العديد من الأسواق ، مثل الولايات المتحدة ، تعتبر شبكة الوكلاء مؤسسة متميزة عن مقر الشركة ،  مع صالات عرض لكزس مملوكة ومدارة بشكل منفصل. على النقيض من ذلك ، تمتلك لكزس جميع الوكالات البالغ عددها 143 في البلاد وتقوم بتشغيلها. يوجد في العديد من الأسواق موزع إقليمي لطرف ثالث معين ؛ على سبيل المثال ، في الإمارات العربية المتحدة ، تتم إدارة عمليات البيع بواسطة الفطيم للسيارات ،  وفي كوستاريكا ، تُباع سيارات لكزس عبر الموزع الإقليمي Purdy Motors SA  باع موزعون إقليميون آخرون معتمدون رسميًا طرازات لكزس قبل إطلاق ، أو في حالة عدم وجود ، شبكة بيع مخصصة.
تم إطلاق ماركة لكزس في السوق الهندية في عام 2017،  مع موديلات RX450h ، LX450d ، LX570 ، ES300h ،  NX ، LS . بدأ الوكلاء في مومباي ودلهي وجورجاون وبنغالور العمل في مارس 2017، عندما بدأت العلامة التجارية المبيعات في الهند مع افتتاح مجموعة ثانية من الوكلاء في شانديغار وكوتشي وتشيناي في نهاية عام 2017. وهذا جعل لكزس خامس علامة تجارية فاخرة يتم إطلاقها في الهند ، بعد مرسيدس بنز، وبورش، وبي إم دبليو، وأودي.

### المبيعات
وصلت المبيعات العالمية لسيارات لكزس إلى أعلى مستوى لها على الإطلاق في عام 2007، بإجمالي 518000. انخفضت المبيعات في السنوات اللاحقة بسبب آثار الركود عام 2008 والتسونامي الياباني عام 2011. بعد ذلك ، تعافت المبيعات ووصلت إلى مستوى مرتفع جديد بلغ 523000 في عام 2013.
في عام 2014، سجلت علامة لكزس رقمًا قياسيًا جديدًا للمبيعات العالمية بعد بيع 582 ألف سيارة. هذا جعل لكزس رابع أفضل علامة تجارية فاخرة مبيعًا في العالم ، بعد BMW وAudi وMercedes-Benz .

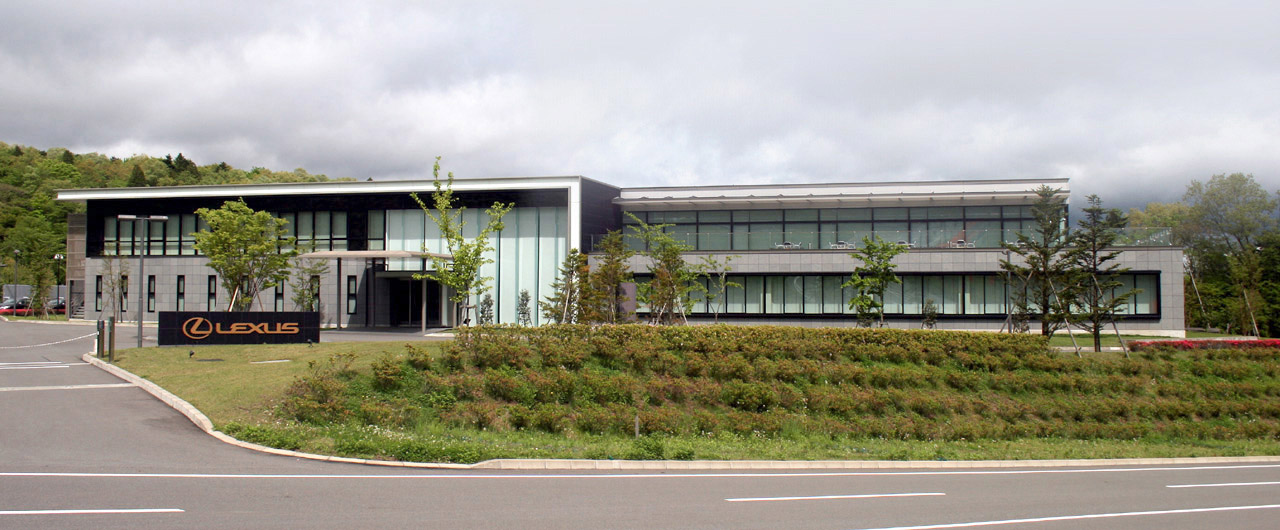
كلية فوجي لكزس ، منشأة تدريب للوكلاء في شيزوكا ، اليابان

زادت المبيعات العالمية لسيارات لكزس بنسبة 12 بالمائة في عام 2015 لتصل إلى رقم قياسي آخر للمبيعات السنوية حيث تم بيع 652000 وحدة في جميع أنحاء العالم.
وصلت المبيعات العالمية التراكمية للسيارات الكهربائية الهجينة ذات العلامة التجارية لكزس إلى 500000 في نوفمبر 2012. 1 مليون مبيعات تم تحقيقها في مارس 2016. تصنف لكزس RX 400h / RX 450h كأفضل سيارات لكزس الهجينة مبيعًا حيث تم تسليم 335000 وحدة في جميع أنحاء العالم اعتبارًا من مارس 2016 تليها لكزس CT 200h مع 267000 وحدة.
لم تُباع لكزس أيضًا في أوروبا ، حيث تعاني من تمييز أصغر للعلامة التجارية ، وصورة ، وشبكة وكلاء أقل تطورًا. في الأسواق الأوروبية ، احتلت لكزس LS مرتبة متأخرة عن جاكوار ومرسيدس بنز وأودي وبي إم دبليو في مبيعات السيارات الفاخرة الرائدة. اقترح محللو السيارات وجود سبب منطقي محتمل لتفاوت المبيعات ، حيث يضع المشترون الأوروبيون تركيزًا أقل على موثوقية السيارة ولديهم ولاء أكبر للعلامة التجارية للماركات المحلية الراسخة. في المقابل ، احتلت لكزس LS المرتبة الثانية في مبيعات مرسيدس-بنز الفئة- S (وقبل منافسيها من BMW وأودي وجاكوار) في الأسواق خارج أوروبا ، مثل جنوب إفريقيا.
يتم حاليًا استيراد جميع طرازات لكزس للسوق الأمريكية من اليابان ، باستثناء طراز RX ، الذي يتم إنتاجه أيضًا في كامبريدج ، أونتاريو لأمريكا الشمالية ، و ES ، والذي يتم إنتاجه أيضًا في جورج تاون ، كنتاكي. سيارة الكروس أوفر RX متوسطة الحجم هي أفضل طرازات لكزس مبيعًا في الولايات المتحدة ، في حين أن سيارة ES متوسطة الحجم هي أكثر سيارات السيدان شيوعًا في المجموعة.
| تقويم سنوي | أوروبا | الولايات المتحدة (حصة السوق ٪) |
| ---------- | ------ | ------------------------------ |
| 2017       | 44944  | ▼ 305,229 (▼ 1.77)             |
| 2016       | 44287  | ▼ 331,228 (▼ 1.89)             |
| 2015       | 39255  | ▲ 344,601 (▲ 1.97)             |
| 2014       | 31479  | ▲ 311,389 (▲ 1.88)             |
| 2013       | 23708  | ▲ 273,847 (▲ 1.76)             |
| 2012       | 26820  | ▲ 244162 (▲ 1.68)              |
| 2011       | 27442  | ▼ 198,552 (▼ 1.55)             |
| 2010       | 19185  | ▲ 229329 (▼ 1.98)              |
| 2009       | 20,629 | ▼ 215,975 (▲ 2.07)             |
| 2008       | 29682  | ▼ 260,087 (▼ 1.96)             |
| 2007       | 40496  | ▲ 329,177 (▲ 2.07)             |
| 2006       | 40337  | ▲ 322,434 (▼ 1.95)             |
| 2005       | 23,340 | ▲ 302,895 (▲ 2.04)             |
| 2004       | 21122  | ▲ 287,927 (▲ 1.70)             |
| 2003       | 18.318 | ▲ 259,755 (▲ 1.56)             |
| 2002       | 19,435 | ▲ 234109 (▲ 1.40)              |
| 2001       | 21357  | ▲ 223,983 (▲ 1.30)             |
| 2000       | 17.214 | ▲ 206,037 (▲ 1.20)             |
| 1999       | 15800  | ▲ 185,890 (▲ 1.10)             |
| 1998       | 6938   | ▲ 156,260 (▲ 1.00)             |
| 1997       | 3,408  | ▲ 97,563 (▲ 0.60)              |
| 1996       |        | ▼ 81,529 ( 0.50)               |
| 1995       |        | ▼ 83,616 (▼ 0.50)              |
| 1994       |        | ▼ 91,554 (▼ 0.58)              |
| 1993       |        | ▲ 99,280 (▼ 0.64)              |
| 1992       |        | ▲ 92,890 (▲ 0.69)              |
| 1991       |        | ▲ 71,206 (▲ 0.58)              |
| 1990       |        | ▲ 63,534 (▲ 0.46)              |
| 1989       |        | ▲ 16,302 (▲ 0.11)              |
| 1988       |        | 0 (0.00)                       |

### الأداء المالي
لم يتم الكشف عن البيانات المالية لعمليات لكزس علنا. ومع ذلك ، يقدر محللو السيارات أن قسم لكزس يساهم بحصة غير متكافئة من أرباح تويوتا ، مقارنة بإنتاجها المحدود وحجم مبيعاتها. تشير المقابلات مع مسؤولي القسم المتقاعدين إلى أنه اعتمادًا على حجم المبيعات ودورات تطوير منتجات السيارات وأسعار الصرف، شكلت مبيعات لكزس ما يصل إلى نصف ربح تويوتا السنوي في الولايات المتحدة في سنوات معينة. استخدم المسؤولون التنفيذيون في الأقسام استراتيجيات تسعير تهدف إلى الحفاظ على هوامش الربح بدلاً من حجم المبيعات ، مع حوافز أسعار أقل تاريخيًا من العلامات التجارية المنافسة. في عام 2006، دخلت لكزس قائمة Interbrand لأفضل 100 علامة تجارية عالمية لأول مرة ، حيث تقدر قيمة العلامة التجارية بحوالي 3 مليارات دولار سنويًا. في عام 2009، صنفت Interbrand لكزس كسابع أكبر علامة تجارية في اليابان ، بين Panasonic و Nissan ، بناءً على الإيرادات والأرباح والقيمة السوقية.

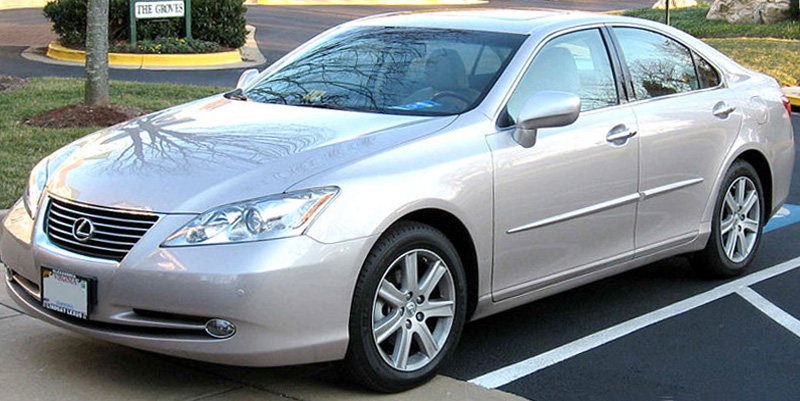
The لكزس إي إس.

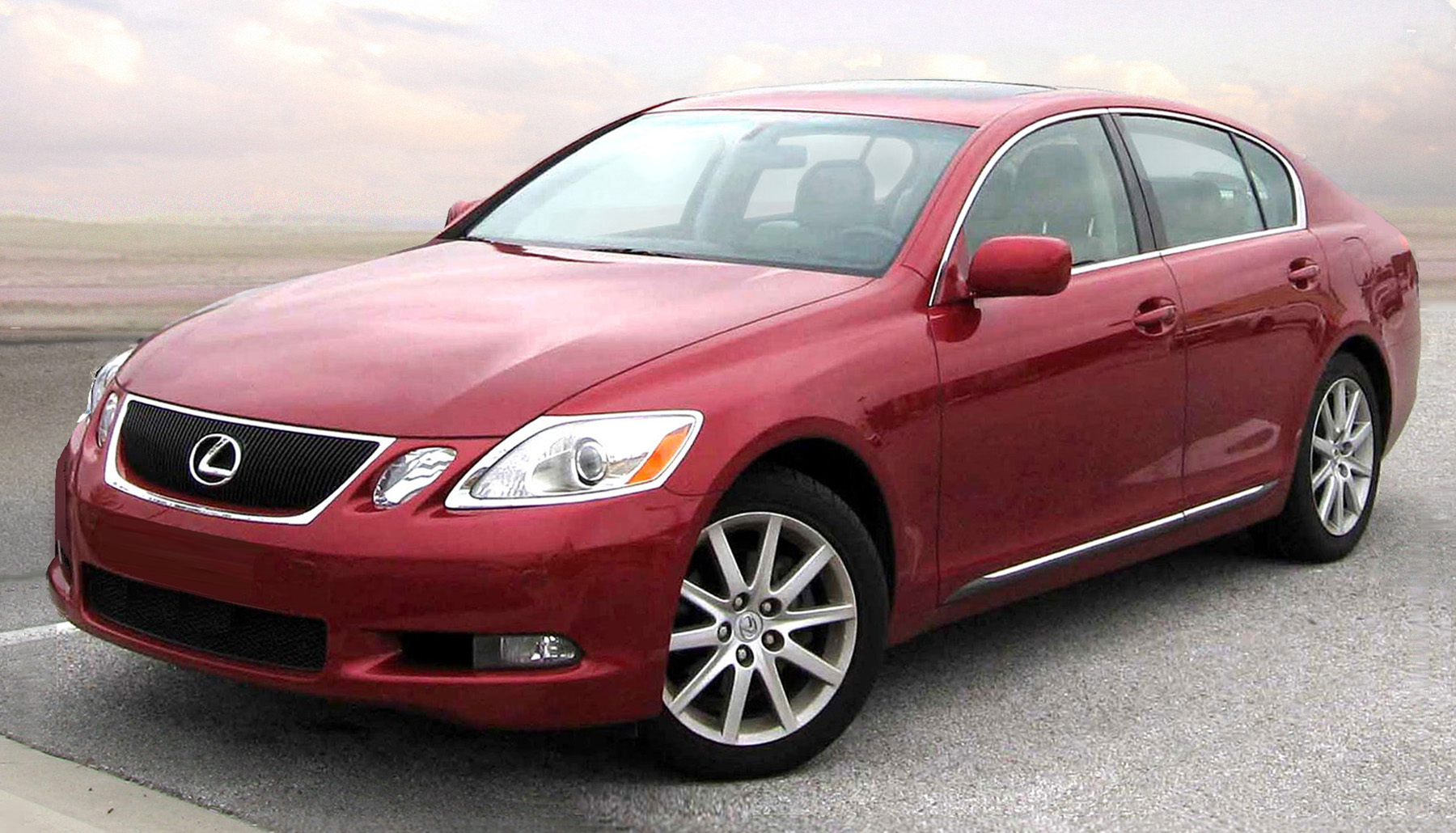
The لكزس جي إس.

## معلومات عن سيارات لكزس الجديدة
- إل إف إيه: تعد سيارة ال اف اية الخارقة، بوابة دخول لكزس لعالم السيارت الخارقة. حيث اطلقت لكزس هذه السيارة لتنافس العديد من الأسماء العريقة في عالم السيارت السوبر رياضيه مثل فيراري ولامبورغيني وبورش. حيث زودت لكزس ال اف ايه بمحرك خارق مكون من 10 اسطوانات على شكل حرف V سعة 4.8 لتر يولد قوة تصل إلى 552 حصان، كما زودت أيضا بعلبة تروس اوتوماتيكية تتابعية من ستة نسب.
- جي إس: كشفت لكزس مؤخرا عن الجيل الجديد من سيارتها جي اس، هذه السيارة التي تهدف لمنافسة الفئة أي من مرسيدي والفئة الخامسة من بي ام دبليو زودت بمحرك سعة 3.5 لتر مكون من 6 إسطوانات على شكل حرف V، يولد قوة تبلغ 306 حصاناً. يتواصل مع علبة تروس اوتوماتيكيو متتطورة.
- إل إكس: اطلقت شركة لكزس اليابانية سيارتها الجديدة ال اكس لعام 2013، هذه السيارة العائلية الكبيرة حصلت على شكل جديد وعصري. زودت لكزس هذه السيارة بمحرك مكون 8 اسطوانات على شكل حرف V سعة 5.7 لتر يولد قوة 383 حصان عند 5600 دورة بالدقيقة. يعمل بالتناغم مع علبة تروس اوتوماتيكمية مكونة من 6 نسب.
- سي تي: اطلقت شركة لكزس اليابانية سيارتها الهجينة الجديدة كليا سي تي، لتدخل بها ولاول مرة عالم السيارت الهجينة بالكامل. حيث زودت هذه السيارة بمحرك مكون من 4 اسطوانات سعة 1.8 لتر يولد قوة 99 حصان عند 5200 دورة بالدقيقة، اما عن النظام الهجين، فهو يرفع القدرة الحصانية من 99 إلى 136 حصان، متصل علبة تروس اوتوماتيكية تتابعية مكونه من 5 نسب

## لكزس GX 460
لكزس GX هي مركية SUV فاخرة أطلقت الشركة اليابانية الجيل الأول منها عام 2002 تحت اسم GX 470 وزودتها بمحرك V8 سعة 4.7 لتر، قبل أن تطلق الجيل الثاني منها عام 2009 تحت اسم GX460 وتخفّض من سعة المحرك إلى 4.6 لتر. ومؤخراً أجرت لكزس عملية تحديث على طراز GX460 تركّزت في الشكل الخارجي والتصميم الداخلي للمقصورة.
جمع الشكل الخارجي الأنيق لسيارة لكزس 2014 GX460 بين التصميم العصري والقوة للقيادة على الطرق الوعرة، ويظهر في المقدمة الجزء العلوي من الشبك الأمامي بأبعاده الثلاثية والانحناءات الانسيابية للجزء السفلي ليمنح المركبة ذلك الحضور المتميز والجريء، بالإضافة إلى الأضواء الأمامية التي تشتمل على مصابيح LED نهارية مصممة على شكل علامة لكزس وأضواء الضباب ذات التصميم الراقي.
ويتمتع المظهر الجانبي بخطوط انسيابية وعوارض حماية جانبية أنيقة، ويدعم تصميم لكزس GX460الخارجي الاستخدامات المتنوعة والمتغيرة لسيارات SUV ويتضمن إطارات قوية مصنوعة من الألومنيوم قياس 18 بوصة.
وجاء التصميم الخلفي لسيارة الدفع الرباعي لكزس GX460 متناغمًا مع تصميم المصابيح الخلفية LED على شكل علامة لكزس المتمثلة في رأس السهم، ويظهر من الخلف جناح صغير أعلى السقف يحمل أضواء للتوقف في الوسط، بينما تتمتع الواجة الخلفية المسطحة بصادم خلفي جديد مع أضواء التفاف منفصلة أنيقة على جانبيه.
تتسع مقصورة لكزس GX460 2014 لعدد 7 ركاب وتشتمل تجهيزاتها على مقاعد جلدية مبرّدة ومدفأة تم تجهيزها بمخارج هواء على الظهر، بالإضافة إلى نظام التحكم المناخي ثلاثي المناطق. بينما يمكن لركاب المقاعد الخلفية الاستمتاع بنظام ترفيهي يضم شاشتي عرض مثبتتين على رأس المقعدين الأماميّين.وللاستمتاع بتجربة قيادة استثنائية توفر لكزس GX460 نظام مارك ليفنسون الصوتي المحيطي الرائع مع 17 مكبر صوت كميزة اختيارية، مع تقنية بلوتوث ووصلات USB ومشغل أقراص مدمجة، بالإضافة إلى نظام ملاحة يعمل بواسطة الأقمار الاصطناعية يمكن التحكم فيه من خلال شاشة جديدة متعددة الوظائف قياس 8 إنش.

## لكزس IS
في معرض ديترويت الدولي للسيارات في أمريكا عام 2013، أزاحت شركة لكزس اليابانية الستار عن طراز IS الجديد كلياً، الذي يمتع بتصميم خارجي أكثر جرائة ومقصورة داخلية أنيقة وعصرية، كما وزود لأول مرة بنسخة هجينة وهي 300h، بالإضافة إلى نسخ F-SPORT الرياضية.
يتميز الشكل الخارجي لطراز لكزس IS الجديد كلياً عن الطرار السابق بأنه أكثر جرائة وحيوية، وذلك من خلال الشبك الأمامي الذي أصبح يميز جميع طرازات لكزس والأضواء العصرية المموجة والمزينة بخط رفيع من مصابيح LED النهارية، والصادم الرياضي المتصل مع الشبك الأمامي والذي يحتوي على أضواء ضباب دائرية على طرفيه.
وتمتد الخطوط الجانبية بدءاً من الصادم الأمامي مروراً بالمرايا الجانبية المميزة والمزودة بأضواء انعطاف، وصولاً إلى الأضواء الخلفية المثيرة العاملة بتقنية LED والتي تتميز بزوايا مسحوبة على الأطراف جزء منها متصل بغطاء صندوق الأمتعة البارز، وبالصادم الرياضي العريض الذي يحتوي على مخرجي عادم دائريين على طرفيه.
أما نسخة F-SPORT الرياضية فتتميز عن الطراز الأساسي بشبك أمامي يمتد إلى الصادم الأمامي البارز إلى الأمام، والذي يحتوي بدوره على فتحات ديناميكية هوائية كبيرة على جانبيه لتبريد المكابح، بالإضافة إلى علامة F على آخر أقواس العجلات الأمامية، والإطارات الفريدة قياس 18 بوصة والمستوحاة من طراز LFA الأسطوري.
المقصورة الداخلية لطراز لكزس IS الجديد كلياً تختلف تماماً عن الطراز السابق، حيث أنها أكثر أناقة وعصرية، وتتمتع بلوحة عدادات كبيرة واضحة الرؤية، وعجلة قيادة من الجلد متعددة الوظائف يمكنك من التحكم بالمكالمات والنظام الصوتي والعديد من الوظائف الأخرى، بالإضافة إلى المقاعد الجلدية الحاضنة ذات التحكم الكهربائي والمزودة بخاصية التدفئة والبريد.
الكونسول الوسطي يحتوي على شاشة عرض الأنظمة المعلوماتية والترفيهية، والتي يتم التحكم بها من خلال أداة بجانب قابض نقل السرعات، كما ويحتوي الكونسول أيضا على أزرار التحكم بنظام التكييف والراديو والوسائط المتعددة ومشغل أقراص CD وأزرار التحكم بتدفئة وتبريد المقاعد.
وزودت لكزس IS الجديدة بنظام التحكم بنمط القيادة، حيث يوفر هذا النظام الجديد إمكانية الاختيار من بين ثلاثة أنماط للقيادة، منها النمط العادي الذي يقدم أداء قيادة هادئ داخل المدينة وعلى الطرقات السريعة، والنمط الاقتصادي الذي يعمل على تخفيض استهلاك الوقود، وأخيراً النمط الرياضي (Sport) الذي يعمل على تحسين استجابة المقود ودواسة الوقود ونظام التعليق لتوفير قيادة رياضية وسريعة.
ما في ما يتعلق بالمقصورة الداخلية لنسخة F-SPORT، فقد جاء تصميم لوحة العدّادات مستوحىً من طراز LFA الفائق، بالإضافة إلى كسوة داخلية مطرزة من الجلد وعجلة قيادة مزينة بشعار F، ودواسات وألواح عتبات من الألومنيوم تحمل شعار لكزس.
وتتوفر لكزس IS طراز 2014 بمحرك سعة 3.5 لتر تتوفر مواصفاته بالأسفل بالإضافة إلى محرك سعة 2.5 لتر بقوة 204 حصان يتصل بصندوق سرعات أوتوماتيكي، لينطلق بالسيارة من صفر إلى 100 كم/س في 8 ثوان وصولاً غلى سرعة قصوى تبلغ 225 كم/س.

## سباق السيارات
دخلت لكزس في مجال سباق السيارات لأول مرة في عام 1999. وفي موسم الافتتاح عام 1999، أحرز فريق لكزس أول فوز في سباقه السادس وذلك على طريق أتلانتا.

## وصلات خارجية
- الموقع الرسمي